# Mezitli
Mezitli ist eine Stadtgemeinde (Belediye) im gleichnamigen Ilçe (Landkreis) der Provinz Mersin in der türkischen Mittelmeerregion und gleichzeitig ein Stadtbezirk der 1993 gebildeten Büyükşehir belediyesi Mersin (Großstadtgemeinde/Metropolprovinz). Seit der Gebietsreform ab 2013 ist die Gemeinde flächen- und einwohnermäßig identisch mit dem Landkreis.
1968 wurde das Bürgermeisteramt im Ort Mezitli gegründet (Erhebung zur Belediye, Stadtgemeinde). Damals lag Mezitli noch außerhalb der Stadt Mersin, wurde aber dann bald durch Mersins rasantes Wachstum eingemeindet. Im Juli 2008 wurde der zentrale Landkreis (Merkez Ilçe) Mersin in vier neue Landkreise unterteilt: Akdeniz, Toroslar, Yenişehir und eben Mezitli. Mezitli ist der zweitgrößte Kreis dieser vier neuen Kreise, hat aber die geringste Einwohnerzahl (Ende 2020: 20,14 %).
Bei der Kreisbildung wurden die drei Belediye Davultepe, Tece und Kuyuluk aus dem zentralen Landkreis ausgegliedert und im neugebildeten Kreis Mezitli in die Kreisstadt Mezitli eingegliedert. Ebenso gelangten die beiden Belediye Fındıkpınarı und Tepeköy in den neuen Kreis, behielten aber ihre Eigenständigkeit. Zudem wechselten 16 der 62 Dörfer des aufgelösten zentralen Landkreises sowie das Dorf Doğulu aus dem Kreis Erdemli in den Kreis Mezitli, ehe alle im Zuge der Verwaltungsreform 2013/2014 in Mahalle umgewandelt wurden. Lediglich die 23 Mahalle der Kreisstadt blieben erhalten. Bis Ende 2013 stieg somit die Anzahl der Mahalle von 30 auf 40. Den Mahalle (Stadtviertel/Ortsteile) steht ein Muhtar als oberster Beamter vor.
Ende 2020 lebten durchschnittlich 5.288 Menschen in jedem Mahalle, die meisten davon in diesen:
- Akdeniz Mah. (33.768)
- Merkez Mah. (31.575)
- Menderes Mah. (25.710)
- Yeni Mah. (25.925)
- Viranşehir Mah. (18.052)
- Atatürk Mah. (14.985 Einw.)

## Sehenswertes
In Mezitli liegen die Ruinen des antiken Soloi.